# Emilio Alzamora
Emilio Alzamora, född den 22 maj 1973 är en spansk f.d. roadracingförare, världsmästare i 125GP 1999. Han vann VM utan att vinna en enda deltävling! Han avslutade sin karriär 2003 efter att inte ha lyckats i 250GP.

## Segrar 125GP
| Nr | Grand Prix | År   |
| -- | ---------- | ---- |
| 1  | Argentina  | 1995 |
| 2  | Holland    | 1996 |
| 3  | Spanien    | 2000 |
| 4  | Portugal   | 2000 |